# Comarca de Cajazeiras
A Comarca de Cajazeiras é uma comarca de segunda entrância.
Faz parte da 7ª Região localizada no município de Cajazeiras, no estado da Paraíba, Brasil, há 496 quilômetros da capital.
Também fazem parte dela os municípios de Bom Jesus e Cachoeira dos Índios.
No ano de 2016, o número de eleitores inscritos na referida comarca foi de 30 356.